# نجم اجتماعي
النجم الاجتماعي هو شخص (عادة ما يكون من خلفية ثرية أو أرستقراطية) يلعب دورًا بارزًا أو يشارك كثيرًا في المجتمع الراقي. يقضي النجم/الشخص الاجتماعي عمومًا قدرًا كبيرًا من الوقت في حضور مختلف التجمعات الاجتماعية العصرية.